# 1948 في أستراليا
فيما يلي قوائم الأحداث التي وقعت خلال عام 1948 في أستراليا.

## سياسة

### تعيين في المنصب
- 1 نوفمبر – كولن رووي عضو المجلس التشريعي لجنوب أستراليا ‏.

### انتهاء فترة المنصب
- 1 يناير – ويليام روبنسون عضو المجلس التشريعي التاسماني ‏.
- 1 يناير – ويليام ميتشيل Chancellor of the University of Adelaide ‏.
- 23 مارس – لو كونينغهام عضو الجمعية التشريعية لنيو ساوث ويلز ‏.

## رياضة
- 1 يناير – البطولات الأسترالية 1948

## مواليد

### يناير
- 1 يناير – بام براون شاعرة أسترالية.[1]
- 1 يناير – بيتر كونراد أستاذ جامعي أسترالي.
- 1 يناير – جيمي تشي[2]
- 1 يناير – دنيس هاسكيل
- 1 يناير – دوروثي جونستون روائية أسترالية.[3]
- 1 يناير – روجر نوكس موسيقي أسترالي.
- 1 يناير – ريك غريفيثز ناشط أسترالي.
- 1 يناير – فيل مانينغ موسيقي أسترالي.
- 1 يناير – لاري اولسن فارس أسترالي.
- 1 يناير – لي كليفورد رائد أعمال أسترالي.
- 3 يناير – كيفن مورغان درّاج طريق أسترالي.
- 9 يناير – جيفري بارنز لاعب كريكت أسترالي.
- 24 يناير – بيتر ماكفي مؤرخ أسترالي.[4]
- 27 يناير – راسيل سافاج سياسي أسترالي.

### فبراير
- 3 فبراير – باول أوسوليفان
- 10 فبراير – مايك برات سياسي أسترالي.
- 18 فبراير – ألان هاوك دبلوماسي أسترالي.
- 18 فبراير – بروس فرنسيس لاعب كركيت أسترالي.
- 22 فبراير – جون ستيفنز لاعب كريكت أسترالي.
- 25 فبراير – تمارة مكينلي روائية أسترالية.
- 25 فبراير – جوليس رايت مخرجة مسرحية أسترالية.

### مارس
- 1 مارس – بيتر لولور سياسي أسترالي.
- 2 مارس – ديفيد تشارلز سياسي أسترالي.
- 2 مارس – كارمن لورنس سياسية أسترالية.[5]
- 3 مارس – ريك أمور فنان أسترالي.[6]
- 14 مارس – ارين بيت سياسي أسترالي.[7]
- 16 مارس – مارغريت سوزان بروك مؤرخة أسترالية.
- 19 مارس – بيتر سوليفان لاعب اتحاد رغبي أسترالي.
- 20 مارس – ديان بيتس كاتبة أسترالية.[8]
- 22 مارس – ستيفن سكينر[9]
- 27 مارس – روزماري فوليت سياسية أسترالية.

### أبريل
- 2 أبريل – جينيفر رو[10]
- 19 أبريل – غريغ هال سياسي أسترالي.
- 20 أبريل – تيد كرايغ مخرج مسرحي أسترالي.[11]
- 23 أبريل – ديفيد رامزي سياسي كندي.
- 29 أبريل – ليزلي هوارد موسيقي أسترالي.[12]

### مايو
- 2 مايو – كاثرين برانسون قاضية أسترالية.[13]
- 6 مايو – روبرت وود لاعب رغبي أسترالي.
- 15 مايو – موريل بورتر صحفية أسترالية.
- 20 مايو – كيت جينينغز كاتبة أسترالية.[14]
- 21 مايو – جوناثان هايد
- 25 مايو – باربرا وول لاعبة اسكواش أسترالية.
- 25 مايو – بوب شيرر لاعب غولف أسترالي.
- 26 مايو – غاري كيلي سياسي أسترالي.
- 28 مايو – ميخائيل فيلد سياسي أسترالي.

### يونيو
- 12 يونيو – روبرت بول سياسي أسترالي.
- 14 يونيو – كيث بيل لاعب رغبي أسترالي.
- 18 يونيو – روبين ارتشر كاتبة أغاني أسترالية.
- 21 يونيو – ليونيل روز ملاكم أسترالي.[15]
- 24 يونيو – ستيفن مارتن سياسي أسترالي.
- 29 يونيو – داني أدكوك ممثل أسترالي.

### يوليو
- 1 يوليو – مات تايلور كاتب أغاني أسترالي.
- 8 يوليو – كين ديفيز سياسي أسترالي.
- 14 يوليو – غاري ميدلتون متسابق دراجات نارية أسترالي.
- 14 يوليو – كيت وارنر
- 15 يوليو – ريتشارد فرانكلين مخرج أفلام أسترالي.[16]
- 19 يوليو – جيمس فولي كهنوت أسترالي.
- 20 يوليو – مارتن غرين مهندس أسترالي.
- 24 يوليو – جوان لندن روائية أسترالية.[17]
- 24 يوليو – ستيفن ونايت لاعب رغبي أسترالي.
- 29 يوليو – جيم بيرس سياسي أسترالي.
- 31 يوليو – راسيل موريس مغني أسترالي.[18]

### أغسطس
- 5 أغسطس – روب ميتشيل سياسي أسترالي.
- 6 أغسطس – كين هيل عالم نبات أسترالي.[19]
- 7 أغسطس – رود أتكينسون سياسي أسترالي.
- 7 أغسطس – غريغ تشابيل لاعب كركيت أسترالي.
- 14 أغسطس – غريغ روجرز سبّاح أسترالي.
- 18 أغسطس – جون وليامز سياسي أسترالي.
- 19 أغسطس – روبرت هيوز
- 20 أغسطس – جون نوبل

### سبتمبر
- 5 سبتمبر – واين هاموند لاعب هوكي حقل أسترالي.
- 11 سبتمبر – روبن أندرسون مخرجة أسترالية.[20]
- 12 سبتمبر – ماكس ووكر
- 14 سبتمبر – مالكوم سبيد لاعب كركيت أسترالي.
- 22 سبتمبر – دينيس بيرك سياسي أسترالي.
- 25 سبتمبر – جون بونهام لاعب دوري رغبي أسترالي.

### أكتوبر
- 3 أكتوبر – بيل سايكس سياسي أسترالي.
- 3 أكتوبر – روب لانغر لاعب كركيت أسترالي.
- 4 أكتوبر – بوب موريس سائق سباق أسترالي.
- 4 أكتوبر – كين سميث سياسي أسترالي.
- 14 أكتوبر – يان أندرسون لاعب كرة قدم أسترالي.
- 16 أكتوبر – ميشيل لورانس مصور أسترالي.
- 17 أكتوبر – كارول لويد مغنية ومؤلفة أسترالية.
- 20 أكتوبر – إيرني كامبل لاعب كرة قدم أسترالي.
- 25 أكتوبر – جوان بومونت مؤرخة عسكري أسترالية.
- 30 أكتوبر – غاري ماكدونالد ممثل أسترالي.[21]

### نوفمبر
- 1 نوفمبر – جيف فيليبس مغني أسترالي.
- 4 نوفمبر – كيري فينش سياسي أسترالي.
- 5 نوفمبر – مالكوم ميلن متزحلق جبال الألب أسترالي.[22]
- 12 نوفمبر – ويندي وير لاعبة كركيت أسترالية.
- 14 نوفمبر – جيمس كروفورد[23]
- 14 نوفمبر – يان ستانلي
- 26 نوفمبر – إليزابيث بلاكبيرن عالمة أمريكية.[24]

### ديسمبر
- 1 ديسمبر – كريس كينيدي // قضية تمام شد
- 1 ديسمبر – يان فليتشير لاعب كرة مضرب أسترالي.
- 2 ديسمبر – جيم إيرفاين لاعب هوكي حقل أسترالي.
- 9 ديسمبر – إيرين موس محامية أسترالية.
- 14 ديسمبر – كيم بيزلي سياسي وأكاديمي ودبلوماسي أسترالي.[25]
- 15 ديسمبر – ساندرا هاريس[26]
- 21 ديسمبر – شون مكمولين كاتب أسترالي.[27]

## وفيات

### يناير
- 1 يناير – إليزه بارلو (مواليد 1876) رسامة أسترالية.
- 1 يناير – بيرت جاكوبس (مواليد 1866) لاعب كريكت نيوزلندي.
- 1 يناير – جاك كورتني (مواليد 1901) لاعب دوري رغبي أسترالي.
- 1 يناير – جورج باين (مواليد 1892) لاعب دوري رغبي أسترالي.
- 11 يناير – إدوين روز (مواليد 1863) سياسي أسترالي.

### مارس
- 22 مارس – ستانلي مور (مواليد 1886) لاعب كريكت أسترالي.
- 23 مارس – لو كونينغهام (مواليد 1889) سياسي أسترالي.
- 24 مارس – سيدني سامبسون (مواليد 1863) سياسي أسترالي.

### مايو
- 12 مايو – إدوارد فانزفيرين (مواليد 1905) سبّاح فرنسي.[28]
- 14 مايو – روبرت بيل هاميلتون (مواليد 1892) سياسي أسترالي.
- 19 مايو – بيرسي بولارد (مواليد 1883) سياسي أسترالي.

### يونيو
- 8 يونيو – توماس كروفورد (مواليد 1865) سياسي أسترالي.[29]
- 16 يونيو – كارل جيس (مواليد 1884) عسكري أسترالي.[30]
- 20 يونيو – جورج فريدريك بويل (مواليد 1886)[31]
- 22 يونيو – ويليام وارد (مواليد 1863) لاعب كركيت أسترالي.
- 24 يونيو – ويليام سيمونز (مواليد 1889)[32]
- 25 يونيو – لين غيل (مواليد 1897) لاعب كرة قدم أسترالي.

### يوليو
- 1 يوليو – إرنست كلايتون اندروز (مواليد 1870)[33]
- 14 يوليو – بيرت موريس (مواليد 1889) لاعب كرة قدم أسترالي.
- 31 يوليو – هنري كارسون (مواليد 1866) سياسي أسترالي.

### أغسطس
- 4 أغسطس – آرثر بيتس (مواليد 1880) لاعب كركيت أسترالي.
- 25 أغسطس – آرثر سنكلير (مواليد 1880) لاعب كرة قدم أسترالي.
- 26 أغسطس – فريدريك ويليام يونغ (مواليد 1876) سياسي أسترالي.
- 28 أغسطس – اريك جيمس (مواليد 1881) لاعب كركيت أسترالي.

### سبتمبر
- 9 سبتمبر – فرنسيس فوستر (مواليد 1872) سياسي أسترالي.[34]

### أكتوبر
- 18 أكتوبر – فرانك ألين (مواليد 1882) سياسي أسترالي.
- 18 أكتوبر – فيليب كولير (مواليد 1873) سياسي أسترالي.[35]

### نوفمبر
- 1 نوفمبر – ستيفن ميلز (مواليد 1857)

### ديسمبر
- 8 ديسمبر – ماثيو تشارلتون (مواليد 1866) سياسي أسترالي.